# Almaly (Metro Almaty)
Almaly (kasachisch und russisch Алмалы) ist eine Metrostation der Metro Almaty. Sie wurde am 1. Dezember 2011 im Zuge des ersten Bauabschnitts der Metro eröffnet.

## Lage
Der Bahnhof liegt im zentralen Stadtbezirk Almaly und erstreckt sich unterirdisch in Nord-Süd-Richtung unter dem Nasarbajew-Prospekt. In der Umgebung der Station liegen das Abai-Opernhaus, die Kasachische Akademie der Künste und das Kasachische Nationalkonservatorium.

## Beschreibung
Der Bahnsteig ist 104 m lang und 19,8 m breit. Die Station liegt in einer Tiefe von 30 m und verfügt über einen Mittelbahnsteig an dessen südlichem Ende sich der einzige Ausgang befindet. Von dort gelangt man über Treppen in einen Gang und von dort über Rolltreppen in ein Zwischengeschoss. Von dort führen zwei Ausgänge zur Panfilow-Straße. Die Wände sind mit Marmor verkleidet; dabei stellt die Wandverkleidung nationale Ornamente dar. Die Bögen an den Bahnsteigseiten sind mit braunem Marmor verziert. An der Wand am nördlichen Bahnhofsende befindet sich ein Kunstwerk aus Glasplatten. Darauf dargestellt ist die Idee einer antiken Stadt und eines blühenden Gartens, deren zentraler Bestandteil ein Apfelbaum mit Früchten ist.